# Kościół Zmartwychwstania Pańskiego w Czeskim Cieszynie
Kościół Zmartwychwstania Pańskiego w Czeskim Cieszynie – luterański kościół, użytkowany przez zbór Luterańskiego Ewangelickiego Kościoła Augsburskiego Wyznania w Czeskim Cieszynie.
Kościół powstał na przełomie lat 2010–2011 w wyniku adaptacji dawnego domu przedpogrzebowego gminy wyznaniowej żydowskiej, powstałego w 1928 roku. Znajduje się on przy ulicy Hřbitovní (Cmentarnej), we frontowej części cmentarza żydowskiego i sąsiaduje z cmentarzem komunalnym. Obiekt, służący do tej pory za magazyn trumien cmentarza komunalnego, odkupił od miasta Luterański Ewangelicki Kościół Augsburskiego Wyznania. We wnętrzu umieszczono dużych rozmiarów krucyfiks, którego korpus stworzył Artur Szoldra z Ustronia. Pierwsze nabożeństwo odbyło się tutaj 31 października 2011 roku. Budynek wpisany jest na listę  zabytków.